# ديميتريو نييرا
ديميتريو نيرا (بالإسبانية: Demetrio Neyra)‏ (15 ديسمبر 1908 – تاريخ الوفاة غير معلوم) لاعب كرة قدم بيروفي راحل كان يجيد اللعب في خط الهجوم .
لعب طوال مسيرته الرياضية في نادي أليانزا ليما . شارك مع منتخب بيرو في بطولة كأس العالم 1930 في الأوروغواي كما شارك في بطولة كأس أمريكا الجنوبية 1927 .

## وصلات خارجية
- ديميتريو نييرا على موقع الاتحاد الدولي (مؤرشف)  (الإنجليزية)
- ديميتريو نييرا على موقع قاعدة بيانات كرة القدم.إي يو (الإنجليزية)
- ديميتريو نييرا على موقع ناشيونال فوتبول تيمز (الإنجليزية)
- ديميتريو نييرا على موقع Soccerway.com (الإنجليزية)
- ديميتريو نييرا على موقع عالم كرة القدم.نت (الإنجليزية)

- هذا السيرة الذاتية